# La chica que yo quiero (Made in Spain)
"La chica que yo quiero (Made in Spain)" [tradução portuguesa: "A rapariga que eu quero (Fabricada em Espanha)"] foi a canção que representou a Espanha no Festival Eurovisão da Canção 1988, interpretada em espanhola, com algumas palavras em inglês pela banda La Década Prodigiosa, constituída por Carmelo Martínez, José Subiza, Cecilia Blanco, Ana Nery Fragoso, Manolo Aguilar e Manuel Santisteban.
Foi a sexta canção a ser interpretada na noite do festival, a seguir à canção turca "Sufi", interpretada pela banda MFÖ e antes da canção neerlandesa
"Shangri-La", interpretada por Gerard Joling. No final, a canção espanhola terminou em 11.º lugar, recebendo 58 pontos.

## Autores
- letrista: Francisco Dondiego
- compositor: Enrique Piero
- Orquestrador: Javier de Juan

## Letra
A canção é um grande elogio às raparigas espanholas, a quem a banda tece diversos elogios ao seu aspeto físico (olhos, cabelos) e também da energia que elas irradiam nos homens, por isso a banda refere que eles preferem as raparigas feitas em Espanha.